# Хокейна Суперліга України
Хокейна Суперліга України — турнір з хокею із шайбою серед українських клубів, організований у 2021 році.

## Історія
Хокейна Суперліга України заснована у листопаді 2021 року через конфлікт Федерації хокею України та низки клубів Української хокейної ліги. 24 листопада 2021 року Федерації хокею України виключила «Донбас» та «Краматорськ» з Української хокейної ліги через участь у матчах ліги хокеїстів, які раніше були дискваліфіковані через від'їзд до клубів до закінчення зборів у збірній України. На знак солідарності з виключеними клубами УХЛ залишили «Маріуполь» та «Білий Барс».
Чотири клуби, що залишили УХЛ, створили Хокейну Суперлігу України (ХСЛ) до якої приєдналися ще два клуби — «Альтаїр» та СК «Сокіл». Генеральним директором було обрано екс-хокеїста Сергія Варламова, який раніше обіймав аналогічну посаду в УХЛ. Титульним спонсором турніру стала букмекерська компанія Parimatch Ukraine. Дебютна гра нового турніру відбулась 8 грудня 2021 року між «Краматорськом» та «Донбасом» (2:6). Автором першої шайби у ХСЛ став захисник «Краматорська» Гліб Лєтов. Рекорд результативності був зафіксований 27 грудня 2021 у матчі «Краматорська» та «Донбасу» (8:11).

## Поточний сезон
У сезоні 2021/22 беруть участь шість клубів з шести різних міст України (чотири з Донецької області та по одному з Києва та Київської області).
| Команда     | Місто       | Стадіон                            |
| ----------- | ----------- | ---------------------------------- |
| Альтаїр     | Дружківка   | Льодова арена «Альтаїр»            |
| Білий Барс  | Біла Церква | Льодова арена «Білий Барс»         |
| Донбас      | Донецьк     | Льодова арена «Краматорськ»        |
| Краматорськ | Краматорськ | Льодова арена «Краматорськ»        |
| Маріуполь   | Маріуполь   | Mariupol Ice Center                |
| Сокіл       | Київ        | Льодова арена «Термінал» (Бровари) |

## Регламент
Перший етап турніру складається з шести кіл (всього — 30 матчів). Команди, які зайняли останні два місця, припиняють виступ у турнірі, а чотири клуби, що залишилися, грають в плей-оф. У рамках півфіналів та фіналу матчі проводяться до чотирьох перемог однієї з команд. При цьому команди можуть провести між собою максимум сім зустрічей.